# Cristian Portugués Manzanera
Cristian Portugués Manzanera, meglio noto come Portu (Murcia, 21 maggio 1992), è un calciatore spagnolo, ala o attaccante del Girona.

## Caratteristiche tecniche
Giocatore brevilineo, nasce calcisticamente come centrocampista centrale, ma negl'anni ha avanzato il proprio raggio d'azione, formandosi principalmente come trequartista, può agire anche da mezzala o da seconda punta, grazie alla sua duttilità tattica. Dotato di una buona tecnica individuale, possiede anche una buona visione di gioco, creando numerosi assist per i suoi compagni, si dimostra molto veloce nei dribbling ed è abile anche negli inserimenti senza palla.

## Carriera

### Club
Cresciuto calcisticamente nelle giovanili del Valencia, ha esordito in prima squadra il 27 febbraio 2014, in un match di Europa League pareggiato in casa 0-0 contro la Dinamo Kiev. Il 2 marzo successivo, debutta in Liga, giocando da titolare per 70 minuti, nella partita persa 1-0 in trasferta contro il Rayo Vallecano. Nel luglio 2014 viene acquistato dal Albacete società di Segunda División spagnola segna le sue prime reti da professionista il 18 ottobre successivo siglando una doppietta, nella partita persa 3-2 in trasferta contro il Mirandés.
Il 21 giugno 2016 firma un contratto triennale con il Girona, nella sua prima stagione con la società bianco-rossa, realizza 8 reti fornendo anche 8 assist in 41 partite di campionato, venendo promosso a fine campionato in Primera División. Nella stagione successiva, il 29 settembre 2017 trova la sua prima rete nella massima serie spagnola, nel 3-3 esterno contro il Celta Vigo, realizzando 11 reti in 37 incontri. Nell'aprile 2018 rinnova il proprio contratto con il Girona fino al giugno 2022.
Il 18 giugno 2019 viene acquistato dalla Real Sociedad, con cui firma un contratto fino al giugno 2024.. Il 29 settembre successivo, sigla la sua prima rete con la società basca nella sconfitta esterna per 3-2 contro il Siviglia. Il 3 novembre successivo, sigla una doppietta decisiva con la maglia della Real Sociedad nella vittoria per 2-1 in trasferta contro il Granada.
Dopo una stagione negativa al Getafe a rischio retrocessione, Portu torna, nell'estate 2023, al Girona dopo 4 stagioni, rimanendo in Liga. È tra i protagonisti della clamorosa stagione dei catalani biancorossi, culminata, il 4 maggio 2024, con la storica qualificazione alla UEFA Champions League battendo il Barcellona 4-2, gara in cui Portu segna una doppietta e un assist.

### Nazionale
Vanta 5 presenze nella nazionale Under-17 spagnola tutte disputate nell'annata 2009.

## Statistiche

### Presenze e reti nei club
Statistiche aggiornate al 28 gennaio 2024
| Stagione                 | Squadra                  | Campionato               | Campionato | Campionato | Coppe nazionali | Coppe nazionali | Coppe nazionali | Coppe continentali | Coppe continentali | Coppe continentali | Altre coppe | Altre coppe | Altre coppe | Totale | Totale | Totale |
| Stagione                 | Squadra                  | Comp                     | Pres       | Reti       | Comp            | Pres            | Reti            | Comp               | Pres               | Reti               | Comp        | Pres        | Reti        | Pres   | Reti   |        |
| ------------------------ | ------------------------ | ------------------------ | ---------- | ---------- | --------------- | --------------- | --------------- | ------------------ | ------------------ | ------------------ | ----------- | ----------- | ----------- | ------ | ------ | ------ |
| 2011-2012                | Valencia Mestalla        | SDB                      | 33         | 2          | CR              | -               | -               | -                  | -                  | -                  | -           | -           | -           | 33     | 2      |        |
| 2012-2013                | Valencia Mestalla        | SDB                      | 34         | 1          | CR              | -               | -               | -                  | -                  | -                  | -           | -           | -           | 34     | 1      |        |
| 2013-2014                | Valencia Mestalla        | SDB                      | 36         | 1          | CR              | -               | -               | -                  | -                  | -                  | -           | -           | -           | 36     | 1      |        |
| Totale Valencia Mestalla | Totale Valencia Mestalla | Totale Valencia Mestalla | 103        | 4          |                 | -               | -               |                    | -                  | -                  |             | -           | -           | 103    | 4      |        |
| 2013-2014                | Valencia                 | PD                       | 1          | 0          | CR              | 0               | 0               | UEL                | 1                  | 0                  | -           | -           | -           | 2      | 0      |        |
| 2014-2015                | Albacete                 | SD                       | 36         | 6          | CR              | 3               | 0               | -                  | -                  | -                  | -           | -           | -           | 39     | 6      |        |
| 2015-2016                | Albacete                 | SD                       | 39         | 6          | CR              | 1               | 0               | -                  | -                  | -                  | -           | -           | -           | 40     | 6      |        |
| Totale Albacete          | Totale Albacete          | Totale Albacete          | 75         | 12         |                 | 4               | 0               |                    | -                  | -                  |             | -           | -           | 79     | 12     |        |
| 2016-2017                | Girona                   | SD                       | 41         | 8          | CR              | 0               | 0               | -                  | -                  | -                  | -           | -           | -           | 41     | 8      |        |
| 2017-2018                | Girona                   | PD                       | 37         | 11         | CR              | 0               | 0               | -                  | -                  | -                  | -           | -           | -           | 37     | 11     |        |
| 2018-2019                | Girona                   | PD                       | 34         | 9          | CR              | 3               | 1               | -                  | -                  | -                  | -           | -           | -           | 37     | 10     |        |
| 2019-2020                | Real Sociedad            | PD                       | 35         | 7          | CR              | 6               | 0               | -                  | -                  | -                  | -           | -           | -           | 41     | 7      |        |
| 2020-2021                | Real Sociedad            | PD                       | 37         | 8          | CR              | 1               | 0               | UEL                | 8                  | 1                  | SS          | 1           | 0           | 47     | 9      |        |
| 2021-2022                | Real Sociedad            | PD                       | 37         | 1          | CR              | 5               | 1               | UEL                | 7                  | 0                  | -           | -           | -           | 49     | 2      |        |
| Totale Real Sociedad     | Totale Real Sociedad     | Totale Real Sociedad     | 109        | 16         |                 | 12              | 1               |                    | 15                 | 1                  |             | 1           | 0           | 137    | 18     |        |
| 2022-2023                | Getafe                   | PD                       | 34         | 0          | CR              | 3               | 0               | -                  | -                  | -                  | -           | -           | -           | 37     | 0      |        |
| ago.2023                 | Getafe                   | PD                       | 3          | 0          | CR              | 0               | 0               | -                  | -                  | -                  | -           | -           | -           | 3      | 0      |        |
| Totale Getafe            | Totale Getafe            | Totale Getafe            | 37         | 0          |                 | 3               | 0               |                    | -                  | -                  |             | -           | -           | 40     | 0      |        |
| ago. 2023-2024           | Girona                   | PD                       | 33         | 7          | CR              | 5               | 1               | -                  | -                  | -                  | -           | -           | -           | 38     | 8      |        |
| Totale Girona            | Totale Girona            | Totale Girona            | 144        | 35         |                 | 8               | 2               |                    | -                  | -                  |             | -           | -           | 153    | 37     |        |
| Totale carriera          | Totale carriera          | Totale carriera          | 470        | 67         |                 | 25              | 3               |                    | 16                 | 1                  |             | 1           | 0           | 508    | 71     |        |

## Palmarès
- Coppa di Spagna: 1

Real Sociedad: 2019-2020